# Dimants Krišjānis
Dimants Yutvaldovits Krišjānis (født 15. september 1960 i Riga) er en lettisk tidligere roer, bror til Dzintars Krišjānis.

## Rokarriere
Krišjānis roede for Dinamo i hjembyen Riga, og her roede han firer med styrmand i en båd, hvis besætning også bestod af hans bror Dzintars samt Artūrs Garonskis, Žoržs Tikmers og styrmand Juris Bērziņš. I denne båd var han med til at vinde VM-sølv for Sovjetunionen i 1979.
Ved OL 1980 i Moskva var det samme båd, der deltog for Sovjetunionen. De blev blot nummer tre i indledende heat og måtte i opsamlingsheat, som de vandt og dermed sikrede sig kvalifikation til finalen. Her førte de størstedelen af løbet, men på de sidste 500 m blev de overhalet af DDR, der sikrede sig guldet, mens Krišjānis og hans makkere fik sølv og Polen bronze.
Ved VM i 1981 vandt båden bronze (nu uden Garonskis), mens han i 1982 sammen med blandt andet Dzintars og Tikmers var med til at vinde VM-bronze i otteren.

## OL-medaljer
- 1980:  Sølv i firer med styrmand